# Tratewnik jantina
Tratewnik jantina (Janthina janthina) – gatunek morskiego, drapieżnego ślimaka (Gastropoda) z rodzaju tratewników (Janthina). Ich charakterystyczną cechą jest tworzenie z pęcherzyków śluzu tratewki unoszącej ślimaka pod powierzchnią wody. Zaniepokojone wydzielają fioletowy płyn
WystępowanieCiepłe i tropikalne morza.
BudowaSkorupa kulista, spiralnie skręcona, bardzo cienka, krucha, bez wieczka. Pierwsze skręty uwypuklone, przeciętnie jest ich pięć. Wyraźny szew. Delikatnie skręcone wrzeciono. Brzegi otworu są połączone. Linie wzrostu poprzecinane rowkami. Zabarwiona jest na granatowo lub fioletowo. Średnica muszli ok. 3 cm, wysokość do 4 cm. Głowa podłużna i cylindryczna, czułki rozdwojone, brak oczu. Noga szersza z przodu, zwęża się ku tyłowi. Na przedniej stronie podeszwy występuje szerokie zagłębienie, za pomocą którego ślimak wytwarza tratwę – chwyta pęcherzyki powietrza, otacza je wydzielanym śluzem i skleja.
Tryb życiaJanthina janthina utrzymuje się pod powierzchnią wody podwieszony do wytworzonej tratewki. Dryfując w ten sposób poluje na pływające parzydełkowce z rodzajów Velella i Porpita.